# Erinnerungsblätter deutscher Regimenter

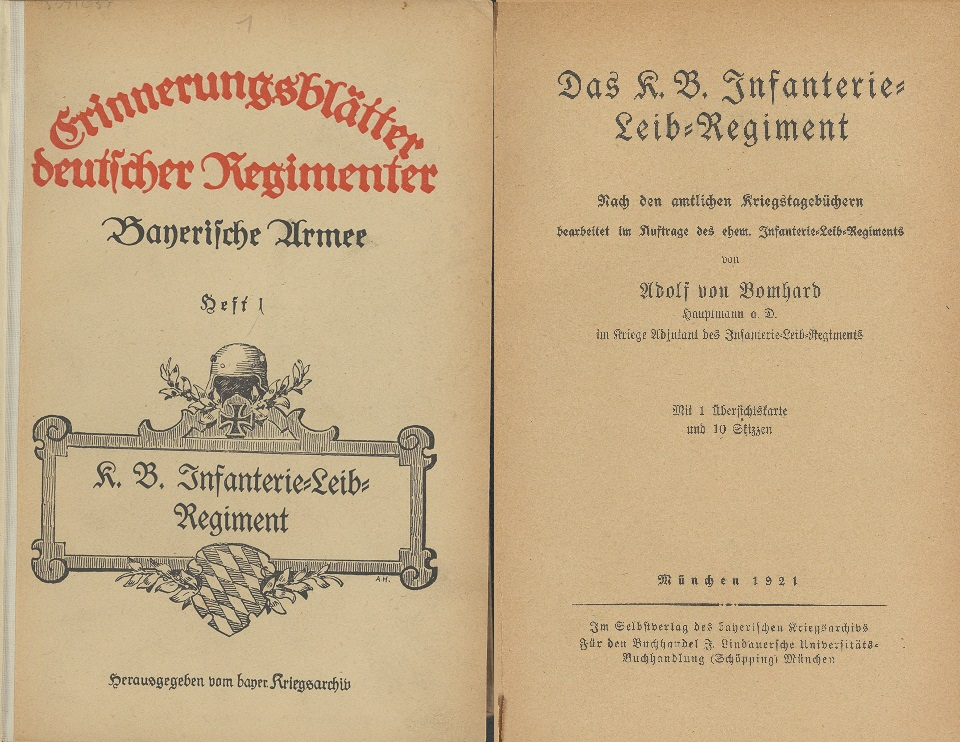
Couverture et page de titre du volume 1 de la série bavaroise, 1922

Erinnerungsblätter deutscher Regimenter est une série de livres publiés après la fin de la Première Guerre mondiale jusque dans les années 1940. Chaque volume décrit l'histoire opérationnelle d'un régiment ou d'un bataillon indépendant de l'armée de l'Empire allemand pendant la guerre mondiale. Au total, 1 250 volumes sont publiés. Les Erinnerungsblätter  paraissent en quatre parties régionales avec une numérotation consécutive distincte pour les unités prussienne, bavaroise, saxonne et wurtembergeoise. Cette dernière série régionale s'intitule Die württembergischen Regimenter im Weltkrieg.

## Origine et contenu
George Soldan (de) des Archives du Reich, qui y dirige le département des Volkstümliche Schriften à partir de 1919, joue un rôle décisif dans la conception et la direction de la série. Les volumes portent le suffixe de titre Nach amtlichen Kriegstagebüchern bearbeitet, qui indique le support central fourni par les archives du Reich avec des documents d'archives - en particulier les journaux de guerre de l'unité elle-même. Le soutien des Archives du Reich est organisé sur une base régionale, le bureau principal (Archives du Reich allemand de Potsdam) s'occupe de la série prussienne, les archives de guerre bavaroises (de) à Munich soutiennent la série bavaroise et les succursales des Archives du Reich à Dresde et Stuttgart soutiennent respectivement la série saxonne et wurtembergeoise. En dehors de la série de livres Erinnerungsblätter deutscher Regimenter, mais avec une orientation similaire et avec le soutien des Archives du Reich, la série d'histoire militaire Aus Deutschlands großer Zeit à Zeulenroda est publiée à partir de 1929.

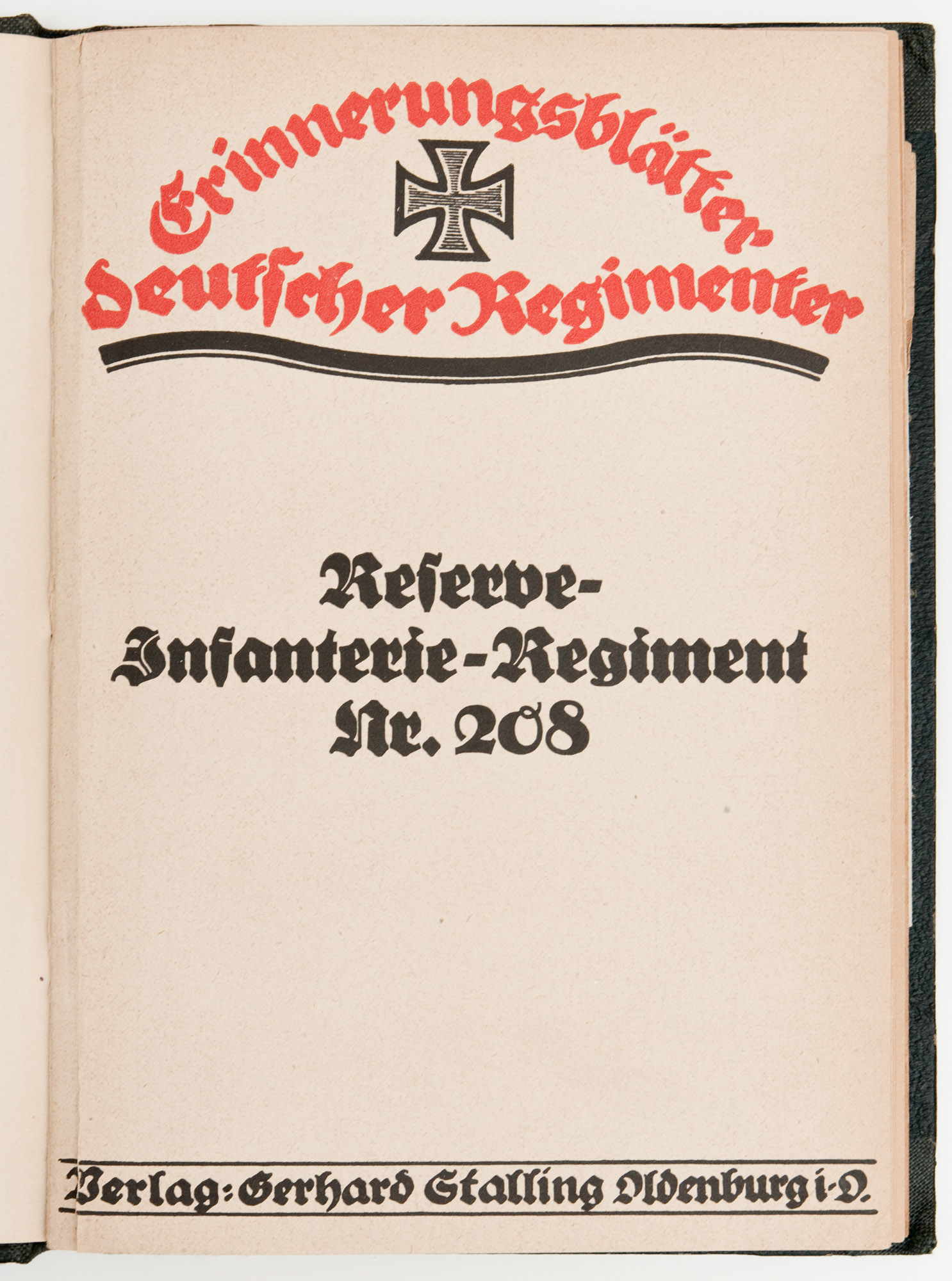
Histoire régimentaire du d'infanterie de réserve

La structure typique d'un volume comprend la formation ou la mobilisation, la participation aux batailles de 1914-18, la marche à domicile et ce qu'il reste après l'armistice, une liste des commandants et l'occupation des postes par des officiers ainsi que des listes de pertes. Parfois, les volumes contiennent également un historique du régiment depuis sa création jusqu'en 1914, des cartes et des photos, plus rarement des listes complètes des effectifs. Le volume des volumes atteint souvent plusieurs centaines de pages. Il n'y a presque jamais de notes de bas de page ou de bibliographie.
Les auteurs des différents volumes sont souvent eux-mêmes engagés au front en tant qu'officiers ou commandants des unités décrites et bénéficient du soutien des associations d'anciens combattants de leurs régiments. En ce sens, ces volumes font partie de la littérature de la mémoire. Ces histoires de troupes et de régiments constituent une partie de la culture des anciens combattants et s'adressent explicitement aux anciens et à leurs familles dans le sens d'un hommage à tous les membres du régiment et d'une commémoration des camarades tombés et blessés. L'histoire militaire est assimilée dans "ces écrits à l'histoire de la guerre et des opérations", les côtés sombres de la guerre sont occultés et les événements de la guerre sont héroïsés. Nonobstant ce jugement de valeur, les écrits de la série sont importants en tant que source secondaire pour la recherche historique, car les dossiers des archives du Reich qui y sont traités sont en grande partie brûlés lors du raid aérien britannique sur Potsdam en 1945.
Les volumes sont également utilisés par les généalogistes. D'une part, les listes de pertes qu'ils contiennent sont généralement complètes et souvent accompagnées de détails sur le lieu du décès. D'autre part, pour les participants à la Seconde Guerre mondiale dont ni les lettres ni les journaux intimes ne sont parvenus jusqu'à nous, les volumes offrent la représentation la plus détaillée des engagements concrets, même si le traitement de la mort et des atrocités de la guerre ne correspond pas à la vision actuelle.

## Parties régionales de la série de livres
Les tableaux suivants donnent des exemples des différentes armes de chacune des quatre armées (Prusse, Bavière, Saxe, Wurtemberg). Les tableaux ne prétendent pas être complets. Les volumes numérisés sont choisis de préférence.

### Unités prussiennes
La série sur les régiments et bataillons indépendants de l'armée prussienne est publiée par Stalling-Verlag à Oldenbourg (O) de 1920 (volume 1) à 1942 (volume 372) .
| Vol. | Unité décrite                          | Code      | Arme       | Auteur                                 | Année | copie numérique / code         | Remarques |
| ---- | -------------------------------------- | --------- | ---------- | -------------------------------------- | ----- | ------------------------------ | --- |
| 10   | 88e régiment d'infanterie              | IR-88     | infanterie | Walter Schmidt                         | 1921  | urn nbn:de:101:1-201212024114  | |
| 14   | 157e régiment d'infanterie             | IR-157    | infanterie | Paul Tiede (de), Hiemer, Röhricht      | 1922  | urn nbn:de:101:1-20130505473   | Tiede est le commandant de la première guerre mondiale. du régiment. |
| 31   | 18e bataillon du génie samlandais      | PiB-18    | génie      | Callow                                 | 1922  | urn nbn:de:101:1-201304288484  | Calsow est avec le PiR 18 avant 1914, le précurseur du PiB-18 |
| 34   | 3e bataillon de chasseurs à pied (de)  | JgB-3     | chasseurs  | Müller, Friedrich                      | 1922  | urn nbn:de:101:1-201402236359  | Müller est affecté au JB-3 pendant la guerre. |
| 56   | 19e régiment d'infanterie (de)         | IR-19     | infanterie | Max Schubert                           | 1922  | urn nbn:de:101:1-201304288277  | |
| 63   | 45e régiment d'artillerie de campagne  | FAR-45    | artillerie | Ben, Otto                              | 1923  | urn:nbn:de:101:1-201308254627  | Le lieutenant Bene a servi dans les FAR-45 de 1914 à 1919, plus récemment comme officier d'ordonnance à l'état-major du régiment. |
| 69   | 10e régiment de grenadiers             | IR-10     | infanterie | Wilhelm von Schütz, Friedrich Hochbaum | ²1924 | urn nbn:de:101:1-201309019426  | Le général de division von Schütz est le dernier commandant du régiment. Hochbaum, qui a servi dans le régiment de 1913 à 1918 en tant qu'adjudant de régiment, a servi dans la Reichswehr et est nommé général commandant de la Wehrmacht en tant que général d'infanterie en 1944. |
| 76   | 21e régiment d'artillerie de campagne  | FAR-21    | artillerie | Herbert Janké                          | 1923  | urn nbn:de:101:1-201604031163  | Conseiller d'administration Dr. Jancke est lieutenant d. R. du régiment. |
| 77   | 57e régiment d'artillerie de campagne  | FAR-57    | artillerie | Frédéric Uebe                          | 1923  | urn nbn:de:101:1-201604172760  | Uebe (né en 1884) a servi dans le régiment de 1914 à 1918 en tant que Rgt. Adjudant, chef de batterie et plus récemment major et commandant de division. |
| 82   | 2e escadron du 10e régiment de dragons | II./DR-10 | cavalerie  | Brix, Kurt                             | 1923  | urn nbn:de:101:1-2016091815118 | Brix était le chef du II. escadron |
| 111  | 99e régiment d'infanterie (de)         | IR-99     | infanterie | Pierre, Hans                           | 1925  | urn nbn:de:101:1-2013090112822 | Petri était commandant du 2e bataillon de l'IR-99 |

### Unités bavaroises
La série sur les régiments et bataillons indépendants de l'armée bavaroise est publiée de 1921 (volume 1) à 1940 (volume 92) par la maison d'édition des Archives de guerre bavaroises (de) à Munich, Verlagsbuchhandlung Schick.
| Vol. | Unité décrite | Code   | Arme       | auteur                          | Année | Copie numérique / code         | Remarques |
| ---- | --- | ------ | ---------- | ------------------------------- | ----- | ------------------------------ | --- |
| 1    | Régiment d'infanterie du Corps royal bavarois (de) | IR-L   | infanterie | Bomhard, Adolf von (de)         | 1921  | urn nbn:de:101:1-201208053985  | Pendant la guerre, Bomhard était chef de section, de compagnie ou de bataillon au sein du régiment.                                   |
| 18   | 21e régiment d'infanterie de réserve royal bavarois | RIR-21 | infanterie | Ritter von Braun, Julius        | 1923  | urn nbn:de:101:1-201212231311  | |
| 23   | 23e régiment d'artillerie de campagne royal bavarois | FAR-23 | artillerie | Mezger, Grafwallner, Grunzweig  | 1923  | urn nbn:de:101:1-201304287719  | Les auteurs sont plusieurs membres du régiment des FAR-23.                                                                            |
| 29   | 7e régiment de chevau-légers royal bavarois (de) | ChR-7  | cavalerie  | Dihm, Hermann                   | 1924  | urn nbn:de:101:1-2013090114438 | Dihm était officier dans la 4e escadron du ChR-7 de 1914 à 1917                                                                       |
| 35   | 1er bataillon de chasseurs à pied royal bavarois (de) / 2e bataillon de chasseurs à pied royal bavarois (de) / 1er régiment de chasseurs à pied royal bavarois | JgB-1  | chasseurs  | Paulus, Karl et Oeffner, Robert | 1925  | urn nbn:de:101:1-201304289079  | Paulus était commandant du JgR-1, adjudant du bataillon Oeffner dans le JgB-2. Ce dernier rédige la rubrique livre sur son bataillon. |
| 88   | 6e régiment d'infanterie de réserve royal bavarois | RIR-6  | infanterie | Lunette, Oscar                  | 1938  |                                | |

### Unités saxonnes
La série sur les régiments et bataillons indépendants de l'armée saxonne est publiée de 1921 (volume 1) à 1939 (volume 80) par la maison d'édition des imprimeurs de livres de la Fondation Wilhelm et Bertha von Baensch (en abrégé : Fondation Baensch) à Dresde.
| Vol. | Unité décrite                                | Code   | Arme       | Auteur               | Année | Copie numérique / code        | Remarques                                                                                                   |
| ---- | -------------------------------------------- | ------ | ---------- | -------------------- | ----- | ----------------------------- | --- |
| 4    | 64e régiment d'artillerie de campagne        | FAR-64 | artillerie | Wagner, Éric         | 1922  | urn nbn:de:101:1-201303244950 | Le major-général à la retraite Wagner a été commandant de régiment de la FAR-64 de 1914 à 1915.             |
| 9    | 21e régiment d'uhlans (de)                   | UR-21  | cavalerie  | Simon-Eberhard, Hans | 1923  | urn nbn:de:101:1-201303312819 | Simon-Eberhard était pendant la guerre Rittmeister à l'école de cavalerie de Hanovre, donc pas dans l'UR-21 |
| 11   | 26e bataillon de chasseurs à pied de réserve | JgB-26 | chasseurs  | Lehman, Heinz        | 1923  | urn nbn:de:101:1-201308254195 | Lehmann a été commandant de compagnie dans le RJB-26 pendant toute la guerre.                               |
| 29   | 102e régiment d'infanterie (de)              | IR-102 | infanterie | Zipfel, George       | 1925  | urn nbn:de:101:1-201303312092 | Pendant la guerre, le lieutenant Zipfel était chef de la 2e compagnie de mitrailleuses du IR-102.           |

### Unités wurtembergeoises
La série sur les régiments et bataillons indépendants de l'armée wurtembergeoise est publiée par Belser-Verlag (de) à Stuttgart de 1920 (volume 1) à 1936 (volume 52). Le général de division wurtembergeois {Hugo Flaischlen agit en tant que rédacteur en chef. Une succursale des Archives du Reich à Stuttgart, fondée en 1920, fournit un soutien en matière d'archives, à partir de 1921 sous la direction de Maximilian von Haldenwang.
| Vol. | Unité décrite                              | Code   | Arme       | Auteur                        | Année | Copie numérique / code                  | Remarques                                                                                                 |
| ---- | ------------------------------------------ | ------ | ---------- | ----------------------------- | ----- | --------------------------------------- | --- |
| 1    | 127e régiment d'infanterie                 | IR-127 | infanterie | Schwab, Adolf et Schreyer, A. | 1920  | urn nbn:de:bsz:24-digibib-bsz4079495859 | Le lieutenant-colonel Schwab commandait l'IR-127 de 1916 à 1918                                           |
| 2    | Artillerie de montagne wurtembergeoise     |        | artillerie | Seeger, Alfred                | 1920  | urn nbn:de:bsz:24-digibib-bsz4079491350 | Histoire résumée des batteries de canons de montagne 6, 8, 11, 13 et du groupe d'artillerie de montagne 4 |
| 11   | 26e régiment de dragons (de)               | DrR-26 | cavalerie  | Wehl, Achim                   | 1921  | urn nbn:de:bsz:24-digibib-bsz4079441091 | Le lieutenant-colonel Wehl était commandant du 26e régiment de dragons en 1914                            |
| 41   | 13e bataillon du génie wurtembergeois (de) | PiB-13 | génie      | Knies, Ludwig                 | 1927  | urn nbn:de:bsz:24-digibib-bsz4080081138 | Le lieutenant-colonel Knies n'a effectué aucun service militaire dans le PiB-13.                          |

## Volumes
- Erinnerungsblätter deutscher Regimenter. Ehemals preußische Truppenteile, Stalling, Oldenburg 1920 (Band 1) bis 1942 (Band 372), ZDB-ID 918874-5.
- Erinnerungsblätter deutscher Regimenter. Kgl. Bayr. Armee. Schick, München 1921 (Band 1) bis 1940 (Band 92), ZDB-ID 918873-3.
- Erinnerungsblätter deutscher Regimenter. Sächsische Armee. Baensch-Stiftung, Dresden 1921 (Band 1) bis 1939 (Band 80), ZDB-ID 918875-7.
- Die württembergischen Regimenter im Weltkrieg 1914–18, herausgegeben von Hugo Flaischlen. Belser, Stuttgart 1920 (Band 1) bis 1936 (Band 52), urn:nbn:de:bsz:24-digibib-bsz4079397415.
- Aus Deutschlands großer Zeit – Heldentaten deutscher Regimenter. Die Anteilnahme der Truppenteile der ehemaligen deutschen Armee am Weltkriege. Sporn, Zeulenroda 1929 (Band 1) bis 1941 (Band 119), ZDB-ID 1018730-3.